# Oficina de Recuperación y Gestión de Activos
La Oficina de Recuperación y Gestión de Activos (ORGA) es el órgano de la Administración General del Estado y auxiliar de la Administración de Justicia, al que le corresponde la localización y recuperación de efectos, bienes, instrumentos y ganancias procedentes de actividades delictivas, su conservación, administración y realización; resolver, conforme a lo previsto legal y reglamentariamente, sobre la adjudicación del uso de los efectos embargados cautelarmente y sobre las medidas de conservación que deban ser adoptadas.
Asimismo, ofrece asesoramiento técnico a los juzgados, tribunales y fiscalías, que lo soliciten en materia de ejecución de embargos y decomisos, a los efectos de evitar actuaciones antieconómicas y garantizar, dentro del respeto a la ley y con el cumplimiento de todas las garantías procesales, el máximo beneficio económico.
La Oficina se encuentra prevista en gran parte de la legislación penal, estando prevista en la Ley de Enjuiciamiento Criminal y en las últimas leyes de reforma del Código Penal y regulada regulada por diversos reales decretos como el Real Decreto 1044/2018, de 24 de agosto, por el que se desarrolla la estructura orgánica básica del Ministerio de Justicia y el Real Decreto 948/2015 que regula la Oficina de Recuperación y Gestión de Activos, y una Orden ministerial, la Orden JUS/188/2016 que determina el ámbito de actuación y la entrada en funcionamiento operativo de la Oficina de Recuperación y Gestión de Activos y la apertura de su cuenta de depósitos y consignaciones.
Desde 2020, la Dirección General de Seguridad Jurídica y Fe Pública actúa como Oficina de Recuperación y Gestión de Activos.

## Historia
La creación de esta oficina se previó en la reforma del Código Penal de 2010 bajo la denominación de Oficina de Recuperación de Activos. Esta previsión no se desarrolló hasta la reforma del Código Penal de 2015, cambiando la denominación a Oficina de Recuperación y Gestión de Activos y promulgando el Real Decreto 948/2015 que creaba y desarrollaba esta Oficina.
Hasta la creación de esta oficina en 2015, era el Centro de Inteligencia contra el Terrorismo y el Crimen Organizado, dependiente de la Secretaría de Estado de Seguridad, con el apoyo operativo de las Fuerzas y Cuerpos de Seguridad del Estado, quien desempeñó dichas funciones de localización de activos procedentes de delitos. No obstante, al no existir órganos especializados en su gestión, una vez decomisados, esos activos quedaban a disposición de los órganos jurisdiccionales, que, por lo general, ordenaban su realización al final del procedimiento, mediante los mecanismos tradicionales de venta por persona especializada o subasta pública. Este mecanismo se mostró altamente ineficaz en los procedimientos de mayor complejidad, en la medida en que las necesidades de la gestión de bienes excedían por lo general de las posibilidades materiales de los órganos judiciales. Estas circunstancias condujeron a reafirmar la necesidad de poner en funcionamiento la mencionada Oficina.
Tres años después, con el cambio de Gobierno en 2018, se creó Dirección General de Modernización de la Justicia, Desarrollo Tecnológico y Recuperación y Gestión de Activos, que asumió las funciones y actuó como ORGA. En 2020, estas funciones las asumió la Dirección General de Seguridad Jurídica y Fe Pública.

## Fines
La Oficina de Recuperación y Gestión de Activos aplicaba el producto de la gestión y realización de los efectos, bienes, instrumentos y ganancias del delito a los fines previstos en la Ley de Enjuiciamiento Criminal con los siguientes objetivos prioritarios:
1. El apoyo a programas de atención a víctimas del delito, tanto de las Administraciones Públicas, como de organizaciones no gubernamentales o entidades privadas sin ánimo de lucro, con especial atención a las víctimas de terrorismo, a las de violencia de género, trata de seres humanos, delitos violentos y contra la libertad sexual, así como a las víctimas con discapacidad necesitadas de especial protección y a las víctimas menores de edad.
2. El impulso y dotación de medios de las Oficinas de Asistencia a las Víctimas.
3. El apoyo a programas sociales orientados a la prevención del delito y el tratamiento del delincuente.
4. La intensificación y mejora de las actuaciones de prevención, investigación, persecución y represión de los delitos, incluyendo:
  1. Los gastos necesarios para la obtención de pruebas en la investigación, comprendiendo el coste de las pericias del Instituto Nacional de Toxicología y Ciencias Forenses y de los Institutos de Medicina Legal y Ciencias Forenses.
  2. La adquisición de medios materiales para los órganos competentes en la represión, investigación y realización de las pruebas periciales.
  3. La formación y capacitación especializada de los órganos encargados de la prevención y represión de la criminalidad organizada.
  4. El reembolso de los gastos en que lícitamente hayan podido incurrir los particulares o los servicios de las Administraciones Públicas que hubiesen colaborado con los órganos competentes en la investigación.
5. La cooperación internacional en la lucha contra las formas graves de criminalidad.
6. La satisfacción de los propios gastos de funcionamiento y gestión de la oficina.

## Director general de la ORGA
El director general de la Oficina de Recuperación y Gestión de Activos es elegido de entre funcionarios de carrera del Estado, de las comunidades autónomas o de las entidades locales, pertenecientes a Cuerpos o Escalas clasificados en el subgrupo A1, o bien entre miembros de las Carreras Judicial o Fiscal o del Cuerpo de Letrados de la Administración de Justicia.
El director general es nombrado y separado por real decreto del Consejo de Ministros, a propuesta del ministro de Justicia. 
Corresponde al director general planificar la actuación de la Oficina y aprobar un plan de acción; dirigir la actividad de la Oficina; representar a ésta y, en concreto, en sus relaciones institucionales tanto nacionales como internacionales, y con los juzgados, tribunales y fiscalías que hagan uso de sus servicios, así como con las Fuerzas y Cuerpos de Seguridad encargadas de la lucha contra la delincuencia organizada; coordinar los trabajos preparatorios de la Comisión de Adjudicación de bienes producto del delito; favorecer la coordinación de la Oficina con el Poder Judicial, la Fiscalía General del Estado, con la policía judicial y los Ministerios afectados, así como con otras instituciones públicas o privadas, en el ejercicio de sus funciones; coordinar la labor de la Oficina con otros departamentos, organismos e instituciones públicas, en el ámbito de sus competencias, cuando sea necesario; elevar al ministro de Justicia la memoria anual de su actividad; elaborar estadísticas de la actividad de la Oficina de Recuperación y Gestión de Activos y resolver sobre la adjudicación de bienes, como resultado de su realización, y sobre la adjudicación del uso provisional de bienes intervenidos o embargados judicialmente.

## Estructura
La Oficina se estructura internamente en dos órganos:
- La Subdirección General de Conservación, Administración y Realización de Bienes, que se encarga de:[1]
El mantenimiento y gestión de los efectos, bienes, instrumentos y ganancias provenientes del delito, cuando hayan sido intervenidos o embargados judicialmente, cualquiera que sea la naturaleza de los mismos, así como de los beneficios, frutos y rentas de tales bienes. Podrá comprender también la destrucción de los bienes cuando sea acordada por la autoridad competente, en los términos previstos legalmente.
La elaboración de informes sobre el estado y circunstancias de los bienes gestionados, que remitirá a la autoridad competente, de oficio o cuando ésta lo solicite, a los efectos de evitar las actuaciones antieconómicas y garantizar, dentro del respeto a la ley y con el cumplimiento de todas las garantías procesales, el máximo beneficio económico.
La realización de los bienes, que comprenderá la actividad tendente a la venta de los bienes, efectos, ganancias e instrumentos cuya gestión se le haya encomendado judicialmente a la Oficina de Recuperación y Gestión de Activos, tras el decomiso de los mismos. Asimismo, por encomienda del órgano judicial, le corresponderá la realización de los bienes decomisados adjudicados al Estado, salvo que se hayan inscrito a nombre del Estado en el correspondiente Registro de la Propiedad o Registro de Bienes Muebles. Esta función comprenderá también la venta anticipada de bienes intervenidos o embargados, cuando ésta haya sido autorizada judicialmente en el ámbito de actuación de la Oficina.
La adjudicación del uso de los bienes o efectos incautados o embargados, siempre que el órgano judicial haya autorizado su utilización provisional.
La función derivada del soporte necesario para el desarrollo de la actividad propia de la Comisión de Adjudicación de bienes producto del delito.
La gestión de la Cuenta de Depósitos y Consignaciones de la Oficina de Recuperación y Gestión de Activos.
- La Subdirección General de Localización y Recuperación de Bienes, que ostenta las funciones de identificación y búsqueda de los efectos, bienes, instrumentos y ganancias provenientes del delito radicados dentro o fuera del territorio nacional, así como su puesta a disposición judicial. En el ejercicio de estas funciones, y dentro del marco de la encomienda judicial o del Ministerio Fiscal, se coordinará con las Fuerzas y Cuerpos de Seguridad y podrá recabar la colaboración de otras entidades públicas o privadas. Asimismo le corresponde el intercambio de información patrimonial con oficinas análogas en el ámbito internacional.

## Comisión de Adjudicación de bienes producto del delito
La Comisión, al igual que la Oficina, se creó en 2015.
La Comisión de Adjudicación de bienes producto del delito es un órgano colegiado adscrito orgánicamente al Ministerio de la Presidencia, Justicia y Relaciones con las Cortes a través de la Secretaría de Estado de Justicia, al que corresponden las funciones de distribución de los recursos económicos obtenidos por la Oficina.
La Comisión de Adjudicación de bienes producto del delito se compone de:
- El wecretario de Estado de Justicia, que la preside.
- El director general de la Oficina de Recuperación y Gestión de Activos, que actúa como vicepresidente.
- Seis vocales, que serán designados respectivamente por el ministro de Justicia, el ministro del Interior, el ministro de Hacienda y el ministro de Sanidad, Consejo General del Poder Judicial y la Fiscalía General del Estado.

Actuará como secretario, con voz pero sin voto, un funcionario de la Oficina de Recuperación y Gestión de Activos.